# 산 정상의 페피, 루시, 봄 그리고 다른 사람들
산 정상의 페피, 루시, 봄 그리고 다른 사람들(Pepi, Luci, Bom And Other Girls Like Mom)은 스페인에서 제작된 페드로 알모도바르 감독의 1980년 코미디 영화이다. 카르멘 마우라 등이 주연으로 출연하였고 패스토라 델게도 등이 제작에 참여하였다.

## 출연

### 주연
- 카르멘 마우라
- 펠릭스 로타에타

### 조연
- 올비도 가라
- 에바 시바
- 콘차 그레고리
- 키티 맨버
- 세실라 로스
- 줄리에타 세라노
- 크리스티나 산체즈 파스쿠알
- 호세 루이스 아귀레
- 카를로스 트리스탄초
- 유세비오 라자로
- 파비오 맥나마라
- 어섬터 세너
- 블랑카 산체즈
- 패스토라 델게도
- 카를로스 라푸엔테
- 리카도 프란코
- 제임스 콘트라레스
- 디에고 알바레즈
- 어구스틴 알모도바르
- 토트 트레너스
- 페르난도 힐벡
- 페드로 알모도바르
- 하비에르 페레즈 그루에소

## 제작진
- 프로듀서: 파코 포크